# Валента, Витезслав
Витезслав Валента (чеш. Vítězslav Valenta; 30 сентября 1880, Новый Двор возле Горки-над-Йизероу, тогда Австро-Венгрия — 19 апреля 1936, Табор, Чехия) — чешский поэт, журналист и драматург.

## Биография
Родился 30 сентября 1880 года в селе Новый Двор возле Горки-над-Йизероу. Работал сотрудником по вопросам социального обеспечения в городе Собеслав. Там он начал писать. Свои стихи и рассказы он начал публиковать в региональных журналах и газетах: «Южночешские отзывы» (Jihočeské ohlasy), «Интересы Чешско-Моравской возвышенности» (Zájmy Českomoravské vysočiny), в 1919 году журнал «Лист» (List) и позже решил сам сделать карьеру писателя. Его псевдоним В. В. Роштинский (V. V. Roštínský). Он также был редактором различных журналов («Южночешские отзывы»). Кроме того принимал активное участие в жизни местного сообщества, например в представлениях локального самодеятельного театра.
В 1933 году его сын Мирослав, поэт и студент юридического факультета, в возрасте 21 года утонул в реке Лужнице. Год спустя он опубликовал сборник стихов своего мёртвого сына под названием «Вечера краев и душей» (Večery krajů a duší). Эта трагедия была связана с значительным ухудшением здоровья Витезслава Валенты. Он умер через три года в больнице в городе Табор.

## Творчество
Среди его самых известных работ — драма «На пути к правде. Картина жизни в двух действиях и пяти картинах» (Cestou k pravdě. Obraz ze života ve 2 jednáních a 5 obrazech, Собеслав 1908), «Ночная смена (28 октября): Драма в 4-х действиях» (Noční šichta (28. říjen): Drama o 4 jednáních, Собеслав 1919), зарисовки «Из алтаря природы» (Z oltáře přírody, Прага 1921), сборник рассказов и эскизов «Тени и белена» (Stíny a blíny, Бенешов 1926) и «Тропы сердца» (Pěšiny srdce, Брно 1912, Собеслав 1930).